# Rismyrbrånet
Rismyrbrånet är ett naturreservat i Umeå kommun i Västerbottens län.
Området är naturskyddat sedan 1997 och är 15 hektar stort. Reservatet består av grov och hög granskog i en sluttning mot söder.